# Рашид Айт-Атман
Рашид Айт-Атман (фр. Rachid Aït-Atmane, нар. 4 лютого 1993, Бобіньї) — алжирський футболіст, півзахисник клубу «Васланд-Беверен».

## Клубна кар'єра
Народився 4 лютого 1993 року в місті Бобіньї в родині алжирців. Вихованець футбольної школи клубу «Ланс». У сезоні 2010/11 дебютував у резервному складі «Ланса», що грав у четвертому дивізіоні Франції, де провів три сезони, проте до основної команди так і не пробився.
В червні 2013 року підписав дворічний контракт з іспанським «Спортінгом» з Хіхона і спочатку був відправлений у другу команду, яка виступала в Сегунді Б. У головній команді «Спортінга» Рашид дебютував 23 серпня 2014 року в грі проти «Нумансії» (2:1), вийшовши на заміну на 63-й хвилині. У липні 2015 року, коли його команда піднялася в Ла Лігу, алжирець продовжив контракт ще на чотири роки. 23 серпня 2015 року зіграв перший матч у вищому дивізіоні, вийшовши на заміну в грі проти мадридського «Реала». Наразі встиг відіграти за клуб з Хіхона 46 матчів у національному чемпіонаті. У весняній частині сезону 2017/18 грав в оренді за «Тенерифе», а навесні 2018 — в бельгійському «Васланд-Беверені».

## Виступи за збірні
У 2013 році входив до розширеного списку молодіжної (U-20) збірної Алжиру перед молодіжним чемпіонатом Африки і був викликаний на попередні збори, але в остаточний склад не потрапив.
У листопаді 2015 року вперше викликаний до молодіжної (U-23) збірної Алжиру. Проте на молодіжний чемпіонат Африки, що проходив у грудні 2015 року, футболіста не відпустив його клуб. Наразі на молодіжному рівні зіграв в одному офіційному матчі.
2016 року захищав кольори олімпійської збірної Алжиру на Олімпійських іграх в Ріо-де-Жанейро.